# 綽號
綽號（nickname）又称外号，是人的一種非正式的名字，是别名的一種。表示親密或喜愛的綽號也叫暱稱；表示幽默感或嘲弄的綽號也叫諢號（渾號）、諢名（渾名）。在某些場合下，人們習慣不使用本名，而是用綽號來代替，表示關係親密、喜愛之情、幽默感或嘲弄等意味。從綽號產生、獲得（對於本人來說）的角度來說也稱作外號，意思是其他人所取的名字，儘管綽號可能並不被本人所接受。在粵語地區，綽號亦被稱作為“花名”。有理論指｢花名｣源自｢花名冊｣（戶籍冊俗稱，紅樓夢用過），而｢花｣指繁雜。

## 取名方式
一個人的綽號可能取自於：
- 名字的簡化或某種變形（如許志安歌曲《何慧愛》），如諧音或者是形狀類似的其他文字
- 身體的某個顯著特徵
- 對象曾經做過的某件事 / 演員曾經做過的經典角色（如薛家燕曾在《真情》飾演「好姨」）
- 對象的性格或氣質

這些綽號有時候可能帶有貶意，例如頭部較大的人被稱作「大頭」，而不被本人所接受。由於命名者多半是親朋好友，通常不會強烈表現出自己無法接受的事實。但也有人認為這些稱呼只是親切的表現而覺得無傷大雅。

## 對象事物
- 人類
- 虛構作品中出現的人物或角色
- 寵物、機車、汽車等所有物
- 商品或服務
- 快車之類的列車名（日本新幹線的疾風號、希望號等）
- 特定的鐵道路線或飛機
- 棒球場等大型設施
- 飛行員之間所個別賦予的愛稱。（軍用機的飛行員）
- 異性偶像（此情形尤其常作為擬似戀愛的對象）

例如在美國將紐約市稱做「大蘋果」（Big Apple）、紐約州稱做「帝國州」（Empire State）一般，有時會幫都市、州、或某個地方取暱稱。

## 暱稱
暱稱與綽號最大的不同在由於關係親近或為了增進感情而另取一個稱呼。日語稱為。

## 人格化
對於人以外的事物產生感情時，有時也會對該事物名稱另取綽號。例如在日本，常將身邊的日常用品或交通工具等，另取一個具有親切感的暱稱，稱之為擬人化。維基百科的吉祥物維基娘，就是由日語維基百科的使用者Kasuga所繪製。

## 外部連結
- 美国常见绰号